# David Helfgott
David Helfgott (Melbourne, 19 maggio 1947) è un pianista australiano. 
La sua vita ha ispirato il film candidato al premio Oscar Shine, in cui il ruolo di Helfgott viene interpretato da Geoffrey Rush.

## Biografia
Nato a Melbourne da genitori ebrei polacchi, divenne noto come un bambino prodigio, dopo che suo padre iniziò a insegnargli il pianoforte all'età di cinque anni. A dieci anni studiò con Frank Arndt, un insegnante di pianoforte di Perth, e vinse diversi concorsi locali, talvolta da solo e talvolta con la sorella maggiore Margaret. All'età di quattordici anni, alcune persone, tra cui il compositore di Perth James Penberthy e la scrittrice Katharine Susannah Prichard, raccolsero fondi per consentirgli di andare a studiare musica negli Stati Uniti. Tuttavia il padre gli negò il permesso, non considerandolo pronto per l'indipendenza, presumibilmente anche a causa dei disturbi d'ansia di cui il ragazzo soffriva.
All'età di diciannove anni, Helfgott vinse una borsa di studio presso il Royal College of Music di Londra, in Inghilterra, dove studiò con il pianista Cyril Smith per tre anni. Durante la permanenza a Londra la sua infermità mentale cominciò a mostrarsi in maniera più netta. Il suo medico in Australia, Chris Reynolds, che incontrò una ventina di anni più tardi, disse che soffriva di una nevrosi acuta da ansia. Tornò a Perth nel 1970, e sposò la sua prima moglie, Clara, nel 1971. Dopo il matrimonio prese parte a numerosi concerti per la Australian Broadcasting Corporation. Qualche tempo dopo avvenne la rottura del suo matrimonio e a causa di un suo peggioramento emotivo fu mandato al Graylands, un ospedale mentale di Perth. Nel corso dei successivi dieci anni ricevette un trattamento psichiatrico che comprendeva psicofarmaci ed elettroshock.
Nel 1984, dopo aver suonato per alcuni anni in un wine bar a Perth chiamato Riccardo, Helfgott incontrò l'astrologa Gillian Murray. Alcuni mesi più tardi si sposarono, e David ha continuato una carriera di successo per tutti gli anni 1980 e 1990 sia in Australia che in Europa, che lo riportò ad una nuova precaria sanità mentale. Nel 1994 ha suonato con alterni successi anche in Russia. Helfgott nelle sue esibizioni predilige musica romantica, prevalentemente Modest Mussorgsky, Sergei Rachmaninoff, Fryderyk Chopin, Franz Liszt, Robert Schumann e Nikolai Rimsky-Korsakov. Tuttavia le sue incisioni ed esecuzioni dal vivo sono state definite "pallide, instabili ed incoerenti" dal The New York Times. Nel 2004 riceve la laurea honoris causa in musica.

## Nella cultura di massa

### Cinema
Il film Shine (1996) ha reso Helfgott una celebrità in Australia, e lo portò alla definitiva fama nel resto del mondo. La pellicola, tuttavia, è stata messa in discussione a causa della rappresentazione negativa del padre di David Helfgott, Peter.